# كود الزغبري (تبن)

تعديل مصدري - تعديل

كود الزغبري هي إحدى قرى عزلة الحوطة بمديرية تبن التابعة لمحافظة لحج، بلغ تعداد سكانها 734 نسمة حسب تعداد اليمن لعام 2004.